# Arbacia incisa
Arbacia incisa är en sjöborreart som först beskrevs av Henri Marie Ducrotay de Blainville och Gmelin.  Arbacia incisa ingår i släktet Arbacia och familjen Arbaciidae. Inga underarter finns listade i Catalogue of Life.